# Tonie Marshall
Tonie Marshall (Neuilly-sur-Seine, 29 november 1951 – Parijs, 12 maart 2020) was een Frans-Amerikaanse scenarioschrijfster, filmregisseur en actrice.

## Leven en werk

### Afkomst en opleiding
Tonie Marshall werd in het filmmilieu geboren als dochter van de Franse actrice Micheline Presle en van de Amerikaanse regisseur en acteur William Marshall. Tijdens haar adolescentie volgde ze dans- en acteerlessen. Ze debuteerde in 1974 en deed ervaring op in het theatergezelschap van Robert Hossein in Reims. In 1978 vormde ze een duo Bye, Bye Baby met Anémone.

### Actrice

#### Langspeelfilms
Marshall nam vooral bijrollen voor haar rekening, zoals in haar eerste belangrijke film, de komedie L'Événement le plus important depuis que l'homme a marché sur la Lune (1973), waarin haar moeder een hoofdrol vertolkte, en zoals in de kaskraker Les Sous-doués (1980), een van de talrijke komedies van Claude Zidi. 
In 1979 had Marshall een belangrijke ontmoeting toen toneel- en filmregisseur en dramaturg Jean-Michel Ribes haar samen met haar moeder vroeg voor zijn komedie Rien ne va plus (1979). Er ontstond een vruchtbare samenwerking tussen Ribes en Marshall, zowel op de bühne, op het kleine scherm als op het witte doek (de komedie Musée haut, musée bas uit 2008).
In een latere fase van haar carrière kreeg Marshall hoofdrollen toebedeeld in enkele tragikomedies van Jacques Davila en van Jean-Claude Biette, beiden eigenzinnige cineasten.
In haar laatste film als actrice, HH, Hitler à Hollywood (2011), speelde ze zichzelf, wat ook haar moeder deed. Dit drama was opgevat als een mockumentary met als onderwerp een biopic over haar moeder, een eerbetoon dat zich onverwachts ontpopt tot een spannend onderzoek naar een samenzwering van Hollywood tegen de Europese filmindustrie.
Met haar moeder speelde Marshall samen in negen van de twintig langspeelfilms waarin ze werd gecast.

#### Televisie
Af en toe was Marshall op het kleine scherm te zien, voornamelijk in de jaren tachtig. Voor Ribes werkte ze mee aan enkele humoristische televisieseries. Ze verscheen eveneens in een televisiefilm van Jacques Demy en in een miniserie van Danièle Thompson.
Vanaf het einde van de jaren tachtig zette Marshall haar carrière op een laag pitje om in de regisseursstoel plaats te nemen.

### Filmregisseur
In 1989 maakte Marshall haar regiedebuut met de misdaadkomedie Pentimento. Vanaf haar debuut stond zij steeds zelf in voor de scenario's. Voor haar twee volgende films, de 'vrouwelijke' tragikomische misdaadfilm Pas très catholique (1994) en de tragikomedie Enfants de salaud (1996), vroeg ze haar vriendin Anémone voor de hoofdrol.
Haar vierde film, Vénus Beauté (institut) (1999), bracht de bevestiging van haar talent en viel erg in de smaak van het publiek en van de kritiek. Nathalie Baye (een van de volwassen kinderen in Enfants de salaud) kreeg de hoofdrol. Dit drama toonde het relationele wel en wee van enkele schoonheidsspecialistes waaronder Baye die niet meer in de liefde gelooft en mannen oppikt enkel met het oog op een vluchtig avontuurtje en wat vriendschap. Vénus Beauté (institut) vormde ook het startschot voor de carrière van Audrey Tautou. De film werd bedacht met zeven Césarnominaties waarvan er vier daadwerkelijk in de prijzen vielen. Zo werd Marshall de eerste (en nog steeds enige) vrouwelijke regisseur die met de César voor beste regisseur werd bekroond. 
Voor het romantisch komedie Au plus près du paradis (2002) wist Marshall Catherine Deneuve te strikken. Ze vatte de film op als een hommage aan de Hollywoodfilm An Affair to Remember (1957), een van de meest romantische films aller tijden volgens het American Film Institute.
In de parodie France Boutique (2003) speelden Karin Viard en François Cluzet een koppel in echtelijke crisis dat een televerkoopbedrijfje uit de grond probeert te stampen. Voor haar volgende komedie Passe-passe (2008) deed Marshall opnieuw een beroep op Nathalie Baye voor de hoofdrol van een bourgeoise op de vlucht met een belangrijke som geld. In de schalkse komedie Tu veux ou tu veux pas (2014), een succesfilm in Frankrijk, kroop Patrick Bruel in de huid van een tot inkeer gekomen seksverslaafde die nu als huwelijksconsulent werkt. Hij wordt op de proef gesteld door zijn pas aangeworven assistente die ongebreidelde seks uitstraalt.
Helemaal in overeenstemming met haar lidmaatschap van de Fondation des Femmes (gesticht in 2016)  wijdde Marshall haar laatste film, het drama Numéro une (2017), aan de moeizame en met misogyn gedrag bezaaide weg die de briljante ingenieur Emmanuelle Devos moet bewandelen om aan het hoofd komen te staan van een beursgenoteerd bedrijf.

### Privéleven
Marshall is de dochter van Micheline Presle en William Marshall. Ze is de halfbroer van acteur Mike Marshall, de zoon van Michèle Morgan, de eerste vrouw van haar vader. Sinds 1990 was ze gehuwd met Olivier Bomsel, professor industriële economie en onderzoeker.
Marshall overleed in 2020 op 68-jarige leeftijd aan een slepende ziekte.

## Filmografie

### Regisseur en scenarioschrijfster
- 1989 - Pentimento
- 1994 - Pas très catholique
- 1994 - 3000 scénarios contre un virus (episode Avant... mais après)
- 1996 - Enfants de salaud
- 1999 - Vénus Beauté (institut)
- 2000 - Tontaine et Tonton (televisiefilm)
- 2002 - Au plus près du paradis
- 2003 - France Boutique
- 2005 - Les Falbalas de Jean-Paul Gaultier (documentaire)
- 2005 - Vénus et Apollon (televisieserie, episode Soin conjugal)
- 2008 - Passe-passe
- 2009 - X Femmes  (erotische televisieserie, episode Le Beau sexe)
- 2014 - Tu veux ou tu veux pas
- 2017 - Numéro une

### Actrice (langspeelfilms)
- 1972 - What a Flash! (Jean-Michel Barjol)
- 1973 - L'Événement le plus important depuis que l'homme a marché sur la Lune (Jacques Demy)
- 1973 : L'Oiseau rare (Jean-Claude Brialy)
- 1975 - Vous ne l'emporterez pas au paradis (François Dupont-Midi)
- 1976 - Mords pas, on t'aime (Yves Allégret)
- 1979 - Rien ne va plus (Jean-Michel Ribes)
- 1980 - Tout dépend des filles... (Pierre Fabre)
- 1980 - Les Sous-doués (Claude Zidi)
- 1981 - La Gueule du loup (Michel Léviant)
- 1983 - Archipel des amours (episode Remue-ménage van Jacques Davila)
- 1984 - Paris vu par... 20 ans après (episode Rue du Bac van Frédéric Mitterrand)
- 1986 - Beau temps mais orageux en fin de journée (Gérard Frot-Coutaz)
- 1986 - Qui trop embrasse (Jacques Davila)
- 1987 - Cœurs croisés (Stéphanie de Mareuil)
- 1990 - Le Champignon des Carpathes (Jean-Claude Biette)
- 1990 - La Campagne de Cicéron (Jacques Davila)
- 1993 - Chasse gardée (Jean-Claude Biette)
- 1996 - Pour rire! (Lucas Belvaux)
- 2008 - Musée haut, musée bas (Jean-Michel Ribes)
- 2011 - HH, Hitler à Hollywood (Frédéric Sojcher)

## Prijzen
- 2000 - César voor beste regisseur, César voor beste film en César voor beste scenario voor Vénus Beauté (institut)

- Bibliothèque nationale de France: cb140076064 (data)
- Gemeinsame Normdatei: 14037115X
- International Standard Name Identifier: 0000 0001 1942 6368
- Library of Congress Control Number: no2010119484
- MusicBrainz: d4933935-7781-4f48-91fd-c019358d2d63
- Nationale Bibliotheek van Israël: 987007449781405171
- Nederlandse Thesaurus van Auteursnamen: 141712856
- SNAC: w6b41bfn
- Système universitaire de documentation: 052194795
- Virtual International Authority File: 153791871
- WorldCat: E39PBJkxMcvg3gvYk8xTqtCbBP